# アブラハム・クライトン (第2代アーン伯爵)
第2代アーン伯爵アブラハム・クライトン（英語: Abraham Creighton, 2nd Earl Erne、1765年5月10日 – 1842年6月10日）は、アイルランド王国出身の貴族、政治家。

## 生涯
初代アーン伯爵ジョン・クライトンと1人目の妻キャサリン・ハワード（Catherine Howard、1775年6月15日没、ロバート・ハワードの娘）の息子として、1765年5月10日に生まれた。
1790年から1797年までリフォード選挙区の代表としてアイルランド庶民院議員を務めた。1798年に精神異常者として認定され、以降死去するまで幽閉生活を送った。
1828年9月15日に父が死去すると、アーン伯爵位を継承したが、領地は父の遺言状に基づき弟ジョン（1772年6月28日 – 1833年5月10日）の息子ジョンが継承した。
1842年6月10日に生涯未婚のまま死去、弟ジョンの息子ジョンが爵位を継承した。